# Hankelova matrika
Hankelova matrika je kvadratna matrika, ki ima na vseh stranskih diagonalah (potekajo od desne strani zgoraj do leve strani spodaj pod ali nad glavno diagonalo) samo konstantne vrednosti. Ta pogoj lahko zapišemo kot 
{\displaystyle a_{i,j}=a_{i-1,j+1}\!\,.}
Imenuje se po nemškem matematiku Hermannu Hankelu (1839 – 1873).

## Zgled
{\displaystyle {\begin{bmatrix}a&b&c&d&e\\b&c&d&e&f\\c&d&e&f&g\\d&e&f&g&h\\e&f&g&h&i\\\end{bmatrix}}.}
Hilbertova matrika je Henkelova, njeni elementi pa so enotski ulomki.

## Značilnosti[1]
- Hankelova matrika je simetrična.
- če je {\displaystyle J\,} matrika zamenjave, potem je matrika {\displaystyle JAJ\,} tudi Hankelova matrika, matriki {\displaystyle JA\,} in {\displaystyle AJ\,} pa sta Toeplitzovi matriki.
- če sta matriki {\displaystyle A\,} in {\displaystyle B\,} Hankelovi matriki, potem je Hankelova matrika tudi {\displaystyle A+B\,} in {\displaystyle A-B\,}.
- determinanta n × n Hankelove matrike, katere elementi (i, j) so Catalanova števila Ci+j−2, je enaka 1, ne glede na vrednost n. Za n = 4 je na primer:

{\displaystyle \det {\begin{bmatrix}1&1&2&5\\1&2&5&14\\2&5&14&42\\5&14&42&132\end{bmatrix}}=1\!\,.}
Če so elementi »zamaknjeni«, da so Catalanova števila Ci+j−1, je determinanta še vedno enaka 1, ne glede na velikost n. Na primer za n = 4:
{\displaystyle \det {\begin{bmatrix}1&2&5&14\\2&5&14&42\\5&14&42&132\\14&42&132&429\end{bmatrix}}=1\!\,.}